# لجنة تنظيم الإدارة وشؤون القوات الحاملة للسلاح (تونس)
لجنة تنظيم الإدارة وشؤون القوات الحاملة للسلاح هي إحدى اللجان القارة التسعة لمجلس نواب الشعب التونسي.

منذ 27 فبراير 2015 (المجلس الأول) يترأس هذه اللجنة محمد جلال غديرة.

## المهام
تختص لجنة تنظيم الإدارة وشؤون القوات الحاملة للسلاح بالنظر في المشاريع والمقترحات والمسائل المتعلقة ب:
- التنظيم العام للإدارة.
- اللامركزية الإدارية وتنظيم الجماعات المحلية.
- مشاريع القوانين المتعلقة بالقوات الحاملة لسلاح.

## رؤساء اللجنة
| الرئيس          | الكتلة | الكتلة    | العهدة         | العهدة | الهيئة التشريعية              |
| --------------- | ------ | --------- | -------------- | ------ | ----------------------------- |
| محمد جلال غديرة |        | نداء تونس | 27 فبراير 2015 | الآن   | مجلس نواب الشعب التونسي الأول |

## مكتب اللجنة

### 2014 - حاليا
تتكون هذه اللجنة من 22 عضوا.
| المنصب          | الاسم              | الكتلة | الكتلة       | الدائرة الانتخابية |
| --------------- | ------------------ | ------ | ------------ | ------------------ |
| الرئيس          | محمد جلال غديرة    |        | نداء تونس    | المنستير           |
| نائب الرئيس     | محمد سيدهم         |        | حركة النهضة  | نابل الأولى        |
| المقرر          | محمد الراشدي بوقرة |        | الكتلة الحرة | القصرين            |
| مقرر مساعد أول  | أسماء بو الهناء    |        | نداء تونس    | قفصة               |
| مقرر مساعد ثاني | سلاف القسنطيني     |        | حركة النهضة  | صفاقس الأولى       |

| المنصب          | الاسم           | الكتلة | الكتلة              | الدائرة الانتخابية |
| --------------- | --------------- | ------ | ------------------- | ------------------ |
| الرئيس          | محمد جلال غديرة |        | نداء تونس           | المنستير           |
| نائب الرئيس     | محمد سيدهم      |        | حركة النهضة         | نابل الأولى        |
| المقرر          | طارق فتيتي      |        | الاتحاد الوطني الحر | القيروان           |
| مقرر مساعد أول  | أسماء بو الهناء |        | نداء تونس           | قفصة               |
| مقرر مساعد ثاني | سلاف القسنطيني  |        | حركة النهضة         | صفاقس الأولى       |

## روابط خارجية
- صفحة اللجنة على الموقع الرسمي لمجلس نواب الشعب.
- صفحة اللجنة لمجلس نواب الشعب على موقع مرصد التابع لمنظمة البوصلة.